# Stillhütchen

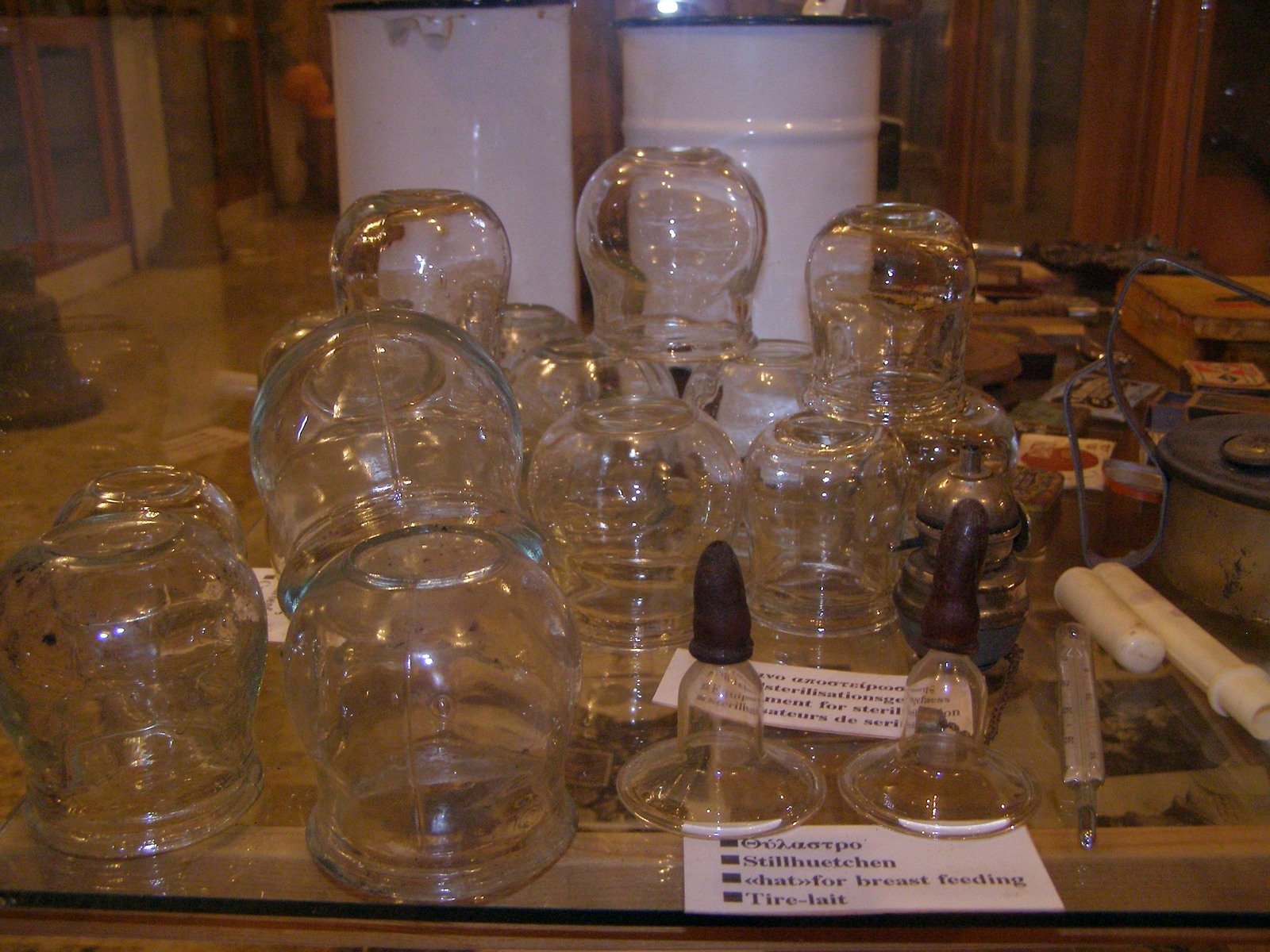
Zwei ältere Stillhütchen (vorne rechts) aus Glas und Latex, Museum Oriseum, Asomatos, Kreta

Stillhütchen (auch Brusthütchen) werden von einigen Frauen beim Stillen verwendet. Gründe können Stillprobleme durch Hohl- oder Flachwarzen sein. Neben Stillhütchen aus Silikon oder Latex werden auch Silberhütchen verwendet. Sie werden vor dem Anlegen des Babys auf die Brustwarzen gesetzt und bedecken die Warze und ihren Warzenhof.
Aus medizinischer Sicht wird die Benutzung von Brusthütchen nicht empfohlen, da sie zu einer falschen Saugtechnik und zu verminderter Milchproduktion führen. Bei Flach- oder Hohlwarzen wird stattdessen das kurze Anpumpen vor dem Stillen oder das Anlegen eines kalten Waschlappens vor dem Stillen empfohlen. Vor Beginn der Milchproduktion, das heißt vor oder zu Beginn der Schwangerschaft, kann mittels einer Niplette eine Korrektur der Brustwarzen herbeigeführt werden.